# Јанош Матјуш
Јанош Матјуш (мађ. Mátyus János; Ђер, 20. децембар 1974) је фудбалски тренер мађарског професионалног удружења и бивши фудбалер репрезентативац који је играо на позицији бека.

## Каријера

### Клуб
Кишпешт-Хонвед
Професионалну фудбалску каријеру започео је 1993. у будимпештанском Хонведу. Пет година је био на услузи будимпештанском клубу, а играо је своју улогу не само у одбрани, већ и у нападиу са асистенцијама и давању голова: једанаест пута је погодио противничку мрежу.
Ференцварош ТК
Године 1998. најбољи мађарски тим у то време довео га је у друи део Будимпеште, у Ференцвароши, где је играо две године и постигао 7 голова. У овом периоду је изабран да игра за репрезентацију Мађарске.
Енерђи Котбус
На прелазу миленијума, 2000. године, потписао је уговор са немачком екипом Енерђи Котбус, а за две године проведене овде био је кључни играч, наступивши на 57 утакмица за црвено-беле.
Хиберниан ФК
Године 2002. потписао је једногодишњи уговор са тимом Хибернијана из Шкотске, али овде није имао много прилика, наступивши у само 14 мечева. У овом периодом често није био позиван да игра за мађарску репрезентацију. До ове године постигао је 3 гола на укупно 34 утакмице у дресу са државним грбом.
Адмира Вацкер Модлинг ФК
Године 2003. потписао је уговор са аустријском Адмиром Вакер Модлинг, где је провео две године и наступио на 49 мечева.
Ђер ЕТО
Године 2005. вратио се у Мађарску, укључујући и свој родни град Ђер. У "ЕТО" је наступио на 39 утакмица у првој лиги и постигао четири гола.
Ференцварош ТК
2007. Фради је позвао бившег репрезентативца, рутинског дефанзивца. Играо је на 20 утакмица у НБИИ источној групи и постигао четири гола.
Татабаниа ФК
Потписао га је са Татабањом у последњим тренуцима летње сезоне трансфера 2008. Важио је за одлучујућег играча у клубу који је ипак испао из прве лиге.

### Репрезентација
За репрезентацију Мађарске је дебитовао 1998. године, а од тада па до 2002. омао је 34 наступа и постигао је три гола.

### Тренер
Септембра 2021. именован је за главног тренера ШК Шопрон. Уговор, који истиче крајем године, клуб није продужио.
Дана 3. септембра 2023. именован је за тренера ФК Кишварда.
Тренерска статистика
| Екипа        | –од                | –до               | Статистика | Статистика | Статистика | Статистика | Статистика | Статистика | Статистика | Статистика |
| Екипа        | –од                | –до               | У          | П          | Н          | И          | ГД         | ГП         | ГР         | П %        |
| ------------ | ------------------ | ----------------- | ---------- | ---------- | ---------- | ---------- | ---------- | ---------- | ---------- | ---------- |
| Ракошпалота  | 25. април 2010.    | 1. јун 2014.      | 63         | 18         | 13         | 32         | 77         | 108        | -31        | 28,5%      |
| Ломбард Папа | 26. јул 2014.      | 30. август 2014.  | 6          | 2          | 2          | 2          | 5          | 9          | –4         | 33,3%      |
| Њиређхаза    | 24. октобар 2014.  | 22. октобар 2016. | 40         | 16         | 8          | 16         | 56         | 62         | +6         | 40%        |
| Сомбатхељ    | 30. децембар 2019. | 2021.             | 51         | 22         | 15         | 14         | 71         | 48         | +23        | 43,1%      |
| Укупно       | Укупно             | Укупно            | 160        | 58         | 38         | 64         | 209        | 227        | -6         | 36,2%      |

 освежено: 2020.01.25. 

 укључујући куп и лигашке утакмице 

## Достигнућа

### Тренер
ФК Њиређхаза Спартак
- НБ III шампион:
  - шампион: 2015/16.